# 30785 Greeley
30785 Greeley è un asteroide areosecante. Scoperto nel 1988, presenta un'orbita caratterizzata da un semiasse maggiore pari a 2,2005636 UA e da un'eccentricità di 0,3448171, inclinata di 5,40479° rispetto all'eclittica.